# Terribile (1861)
«Террібіле» (італ. Terribile) - броненосець типу «Формідабіле» ВМС Італії другої половини 19-го століття. 

## Історія створення
Броненосець «Террібіле» був замовлений ВМС Сардинського королівства. Він був закладений 1 червня 1860 року на верфі «Société Nouvelle des Forges et Chantiers de la Méditerranée» у місті Ла-Сейн-сюр-Мер у Франції. Спущений на воду 16 лютого 1861 року. Вступив у стрій 1 вересня того ж року.

## Історія служби
Броненосець «Террібіле» брав участь в Третій війні за незалежність. Він разом з однотипним «Формідабіле» охороняв гавань Анкони.
Під час битви біля Лісси «Террібіле» входив до складу дивізії капітана Аугусто Ріботі. Командував кораблем капітан II рангу Леопольдо Де Коза (італ. Leopoldo De Cosa). 
Під час бомбардування острова «Террібіле» і «Варезе» перебували в затоці Коміза. При наближенні австрійського флоту адмірал Карло Пелліон ді Персано наказав зібратись своїм кораблям. 
«Террібіле» рухався надто повільно, і зрештою приєднався до ескадри дерев'яних кораблів адмірала Альбіні. Його участь у битві обмежилась обстрілом австрійського лінійного корабля «Кайзер», коли той вийшов з бою щоб сховатись у форті Сан-Джорджо.
Після закінчення війни італійський флот перебував у занепаді. Морський бюджет був скорочений, екіпажі кораблів частково демобілізовані. Крім того, внаслідок швидкого розвитку кораблебудування перші броненосці стали застарілими. 
3 грудня 1872 року «Террібіле» був викинутий штормом на берег під час перебування у Неаполі. У 1873 році він отримав нові котли,  у 1878 році кількість гармат була зменшена.
З 1885 року «Террібіле» використовувався як навчальний корабель. На той момент його озброєння складалось з двох 152-мм гармат, двох 120-мм гармат та двох торпедних апаратів.
Корабель служив до 1904 року, після чого був виключений зі складу флоту і зданий на злам.